# Cedric Fauntleroy
Cedric Errol Fauntleroy lub Cedric Errol Faunt Le Roy (ur. 22 listopada 1891 na plantacji blisko Natchez, Missisipi, zm. 27 listopada 1963) – amerykański lotnik wojskowy, podpułkownik pilot Wojska Polskiego, kawaler Orderu Virtuti Militari.

## Życiorys
Opuścił dom rodzinny w wieku 14 lat, prowadząc żywot podróżnika. Służył w Legii Cudzoziemskiej, a następnie w Amerykańskim Korpusie Ekspedycyjnym (AEF) jako oblatywacz samolotów.

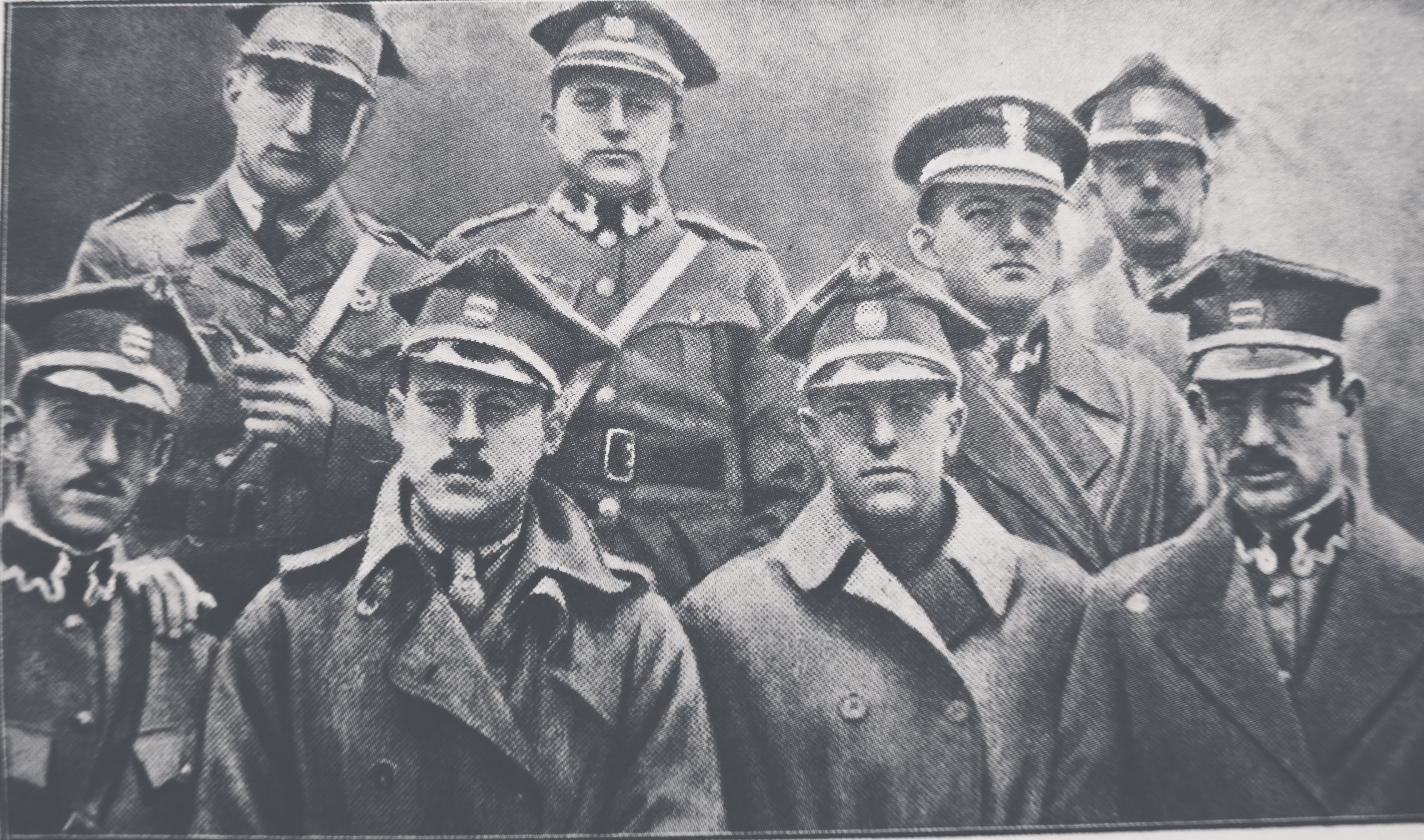
Pierwsi ochotnicy amerykańscy: Fauntleroy, Cooper, Corsi, Crawford, Shrewsbury, Clark, Rorison, Noble

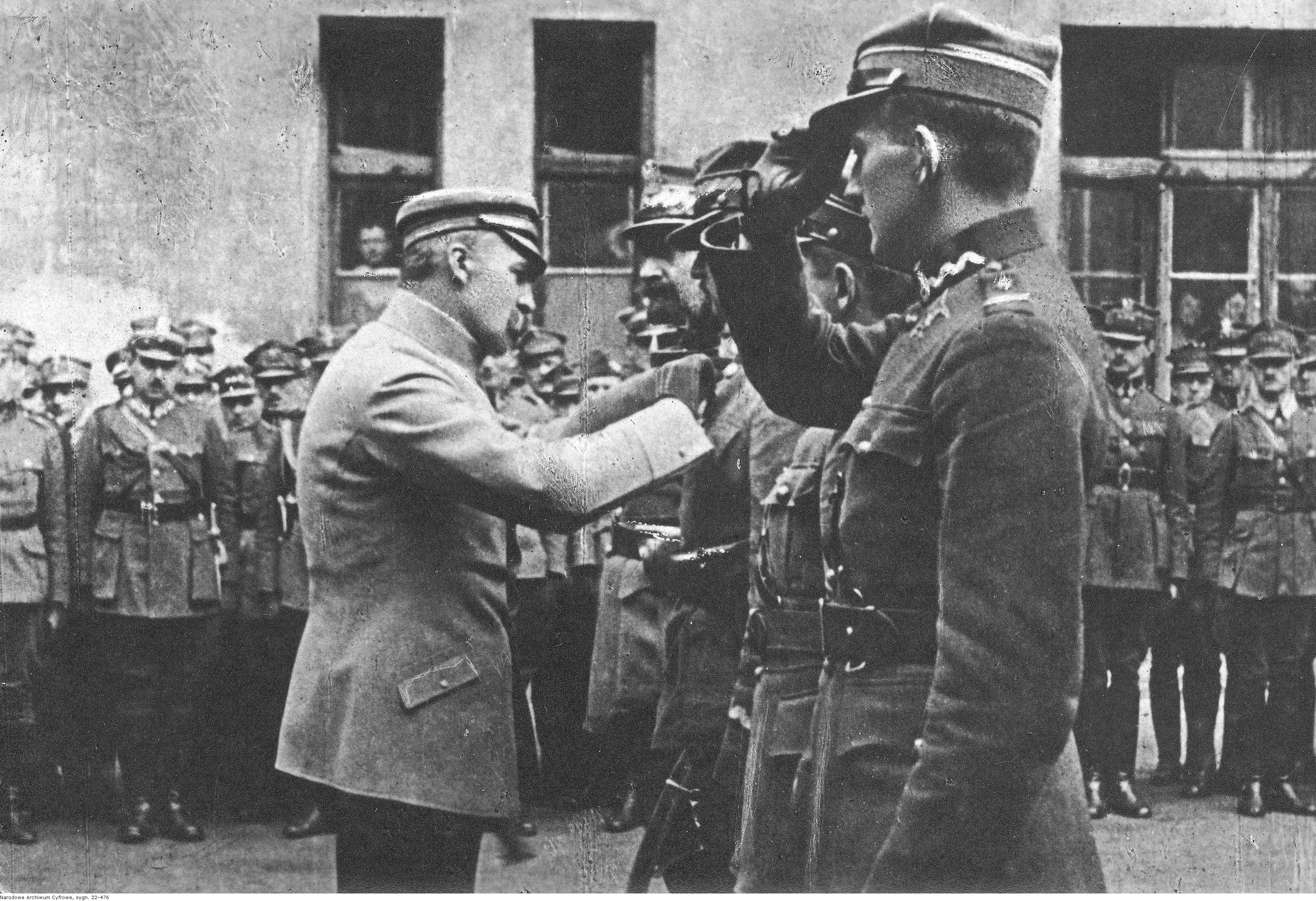
Cedric Fauntleroy (na pierwszym planie) wśród oficerów odznaczanych orderem Virtuti Militari przez marsz. Józefa Piłsudskiego

Po I wojnie światowej przyjechał do Polski. Od 1 sierpnia 1919 był współorganizatorem i dowódcą 7 eskadry myśliwskiej im. Tadeusza Kościuszki – jednostki składającej się z amerykańskich pilotów ochotników. Następnie mianowany dowódcą III dywizjonu lotniczego. 1 marca 1920 został przyjęty do Wojska Polskiego jako oficer kontraktowy w stopniu majora. Z dniem 30 września 1920 roku został zwolniony z dotychczasowego kontraktu i „w uznaniu jego wybitnych zasług bojowych” został z dniem 1 października 1920 roku przyjęty na kontrakt w stopniu podpułkownika. Znajdował się wówczas w dyspozycji Naczelnego Dowództwa Wojska Polskiego. Podczas służby w lotnictwie polskim wykonał 80 lotów bojowych.
10 maja 1921 roku, na własną prośbę, zwolniony został ze służby w Wojsku Polskim.
Po powrocie do USA współpracował na rzecz Polski z Ignacym Paderewskim i środowiskami polonijnymi. Należał między innymi do założycieli Fundacji Kościuszkowskiej w Nowym Jorku.
Wizerunek pilota został umieszczony na samolocie myśliwskim MiG-29 nr 42 z 23 Bazy Lotnictwa Taktycznego.
Cedric Fauntleroy spoczywa na cmentarzu Kościoła Prezbiterialnego w Pine Ridge, Mississippi, USA.

## Ordery i odznaczenia
- Krzyż Srebrny Orderu Wojskowego Virtuti Militari nr 63[8] – 8 kwietnia 1921[9][10]
- Krzyż Walecznych czterokrotnie – 30 kwietnia 1921[11]
- Polowa Odznaka Pilota nr 103 – 11 listopada 1928 „za loty bojowe nad nieprzyjacielem w czasie wojny 1918–1920”[12]
- Odznaka Pilota – 12 marca 1921[13]